# Diabrotica undecimpunctata
Diabrotica undecimpunctata är en skalbaggsart som beskrevs av Mannerheim 1843. Diabrotica undecimpunctata ingår i släktet Diabrotica och familjen bladbaggar.

## Underarter
Arten delas in i följande underarter:
- D. u. howardi
- D. u. tenella
- D. u. undecimpunctata

## Bildgalleri

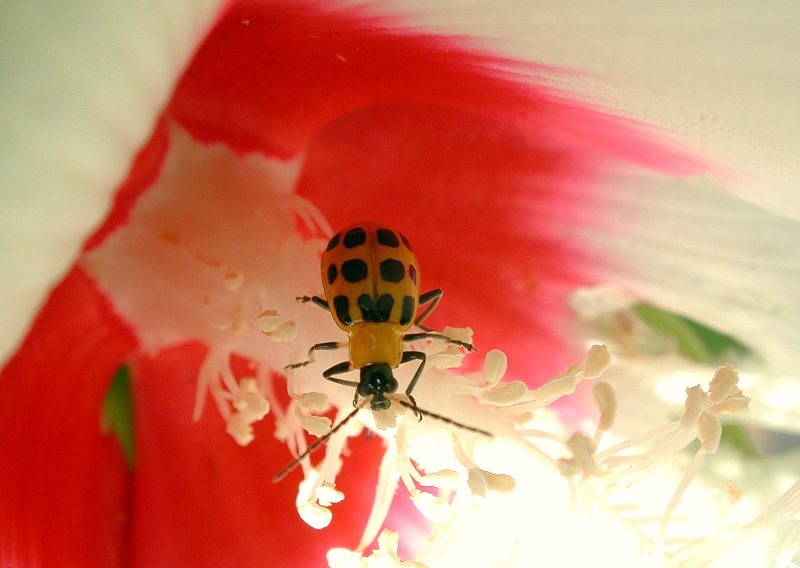
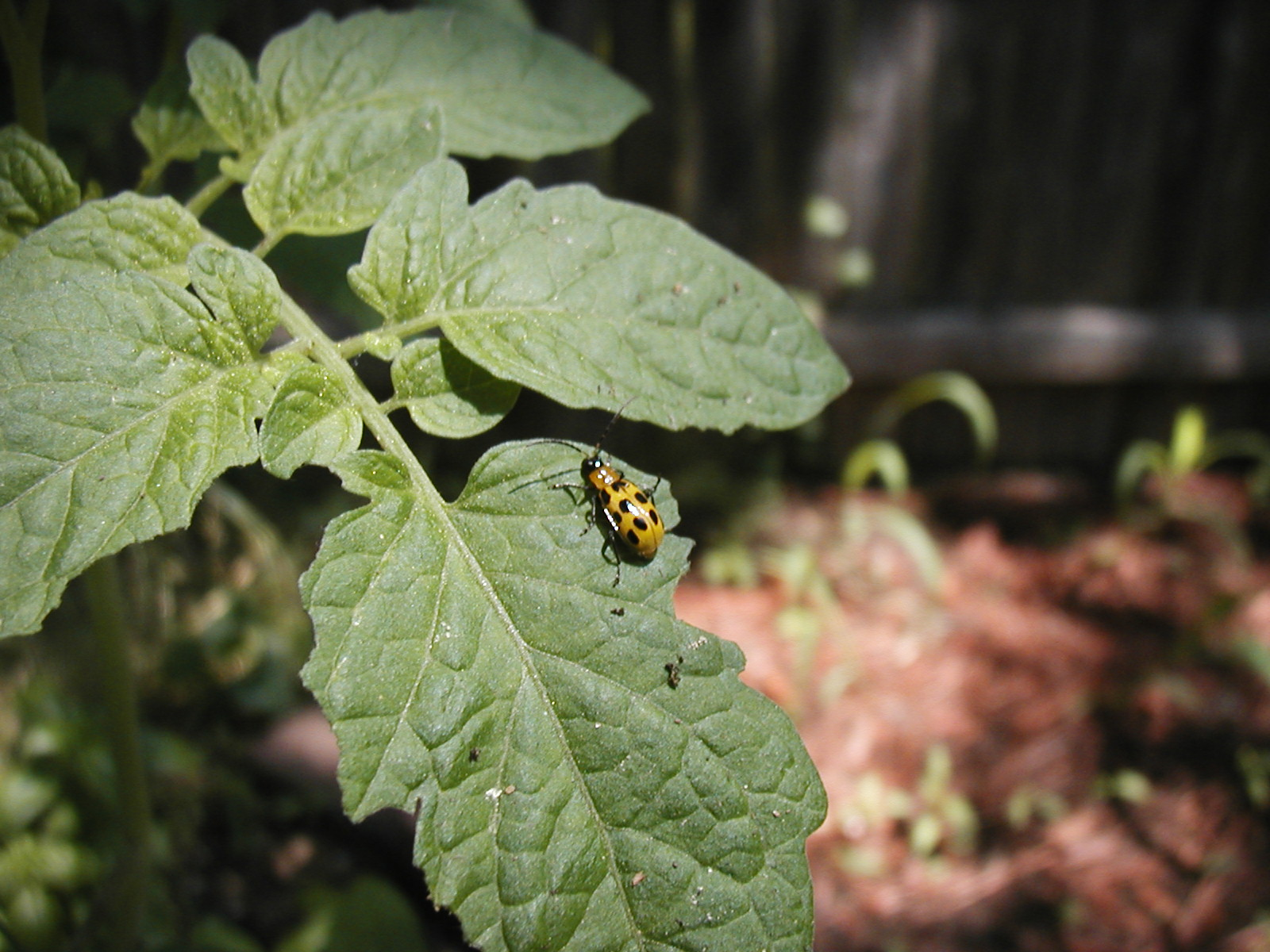
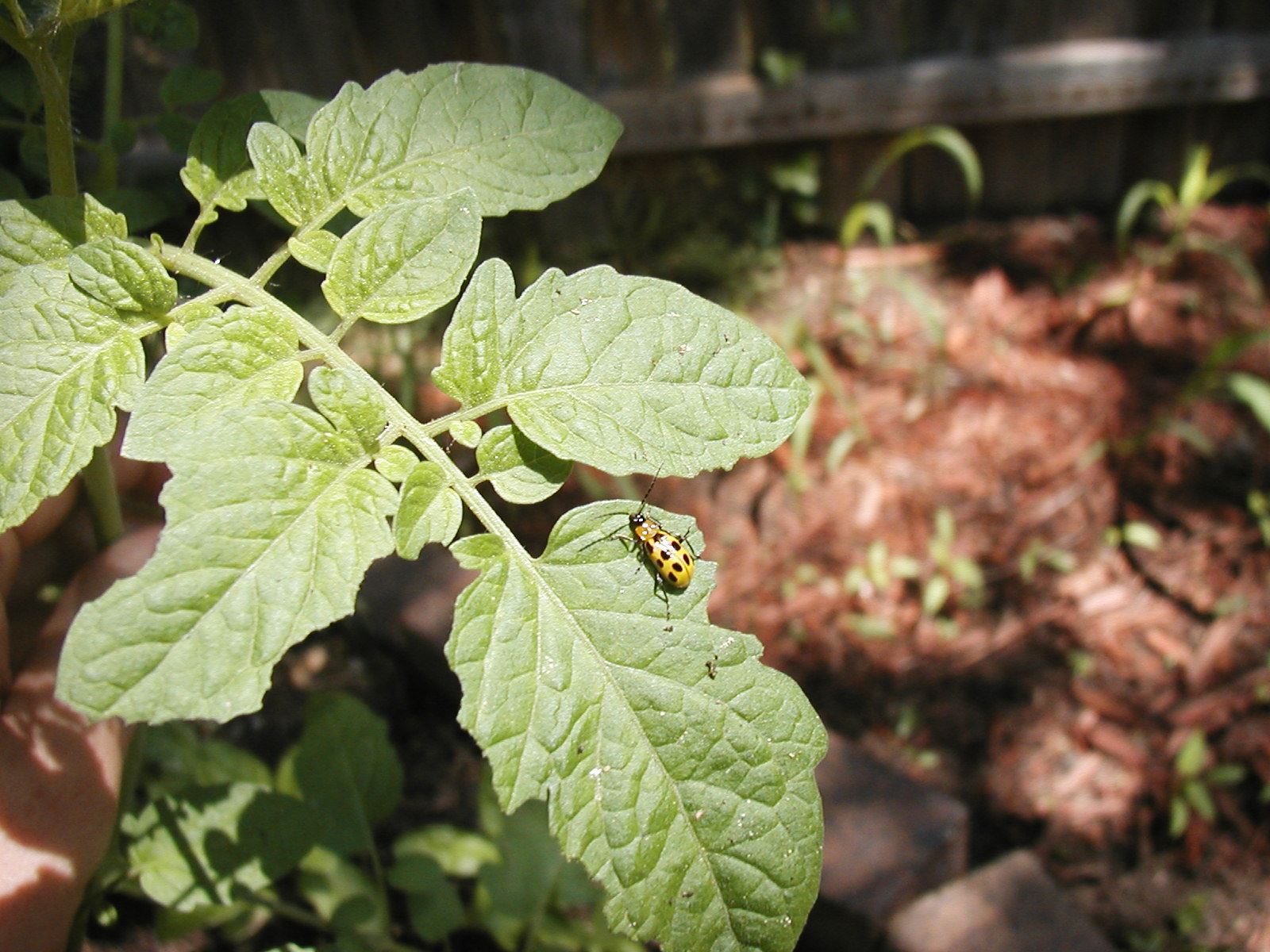
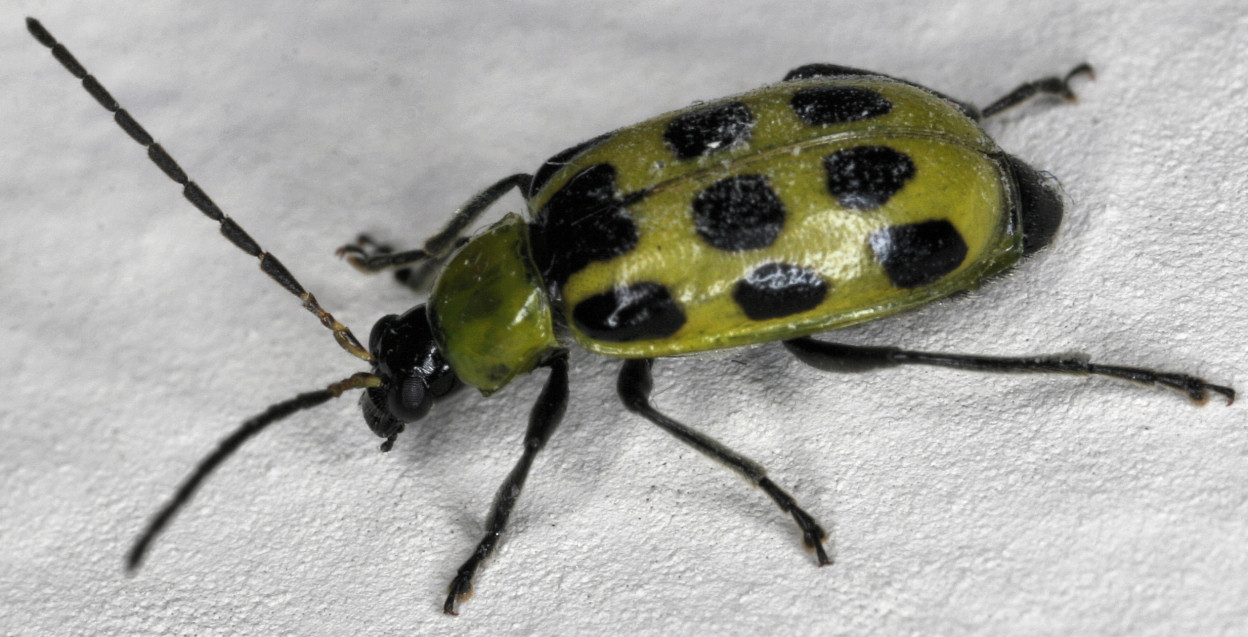
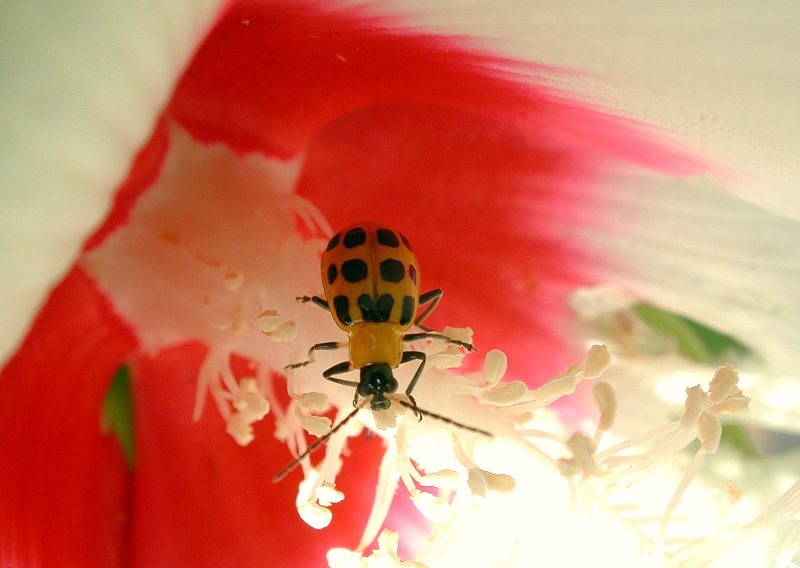
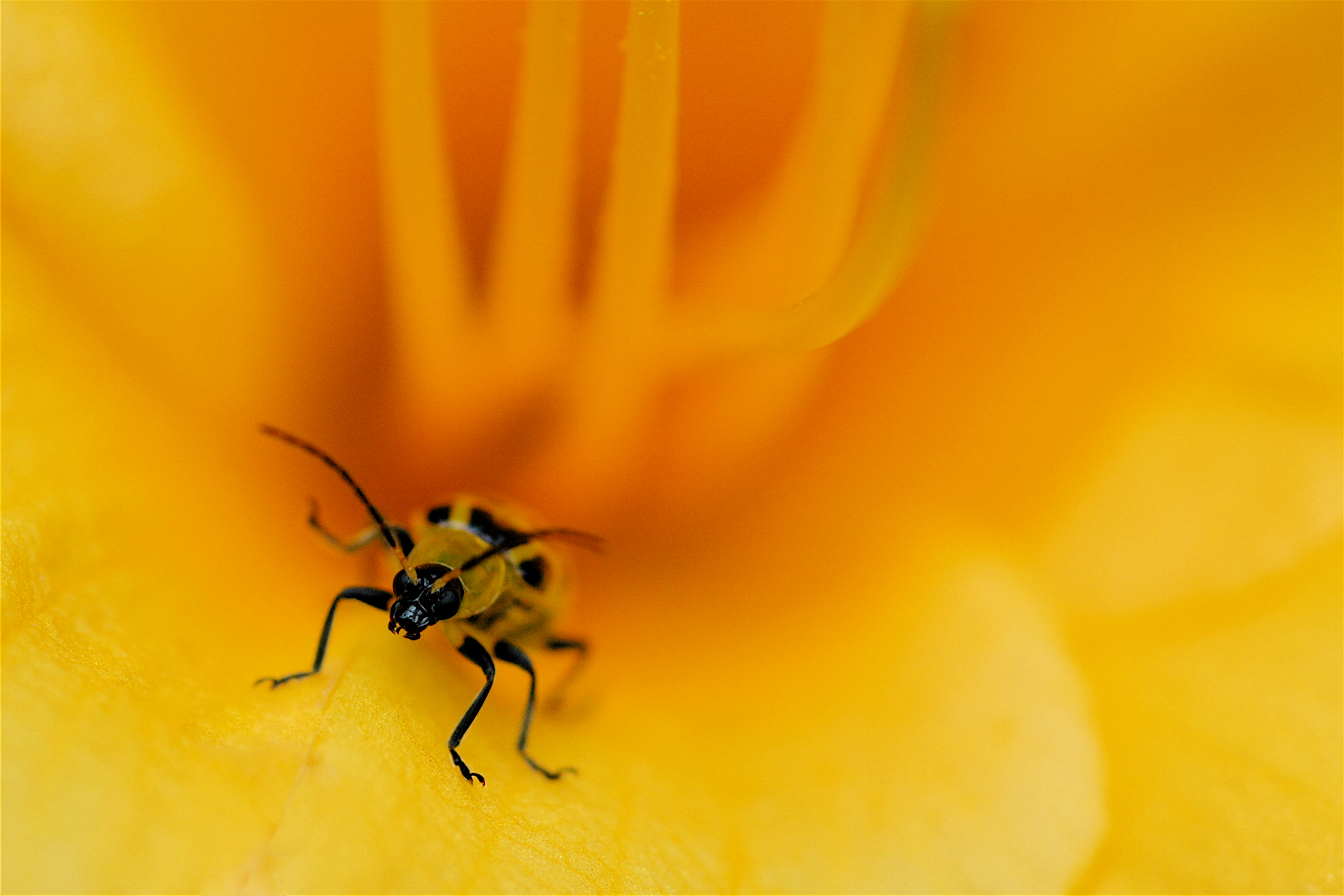